# Anloga
Anloga es una ciudad de la región de Volta de Ghana. En marzo de 2000 tenía una población estimada de 20 866 habitantes.
Se encuentra ubicada al sureste del país, entre el lago Volta y la frontera con Togo. 